# NGC 1474
NGC 1474 é uma galáxia espiral barrada (SBa) localizada na direcção da constelação de Taurus. Possui uma declinação de +10° 42' 25" e uma ascensão recta de 3 horas, 54 minutos e 30,3 segundos.
A galáxia NGC 1474 foi descoberta em 5 de Outubro de 1864 por Albert Marth.